# Zero IV
Zero IV ist eine osttimoresische Aldeia im Suco Fatuhada (Verwaltungsamt Dom Aleixo, Gemeinde Dili). 2015 lebten in der Aldeia 2181 Menschen.

## Lage und Einrichtungen

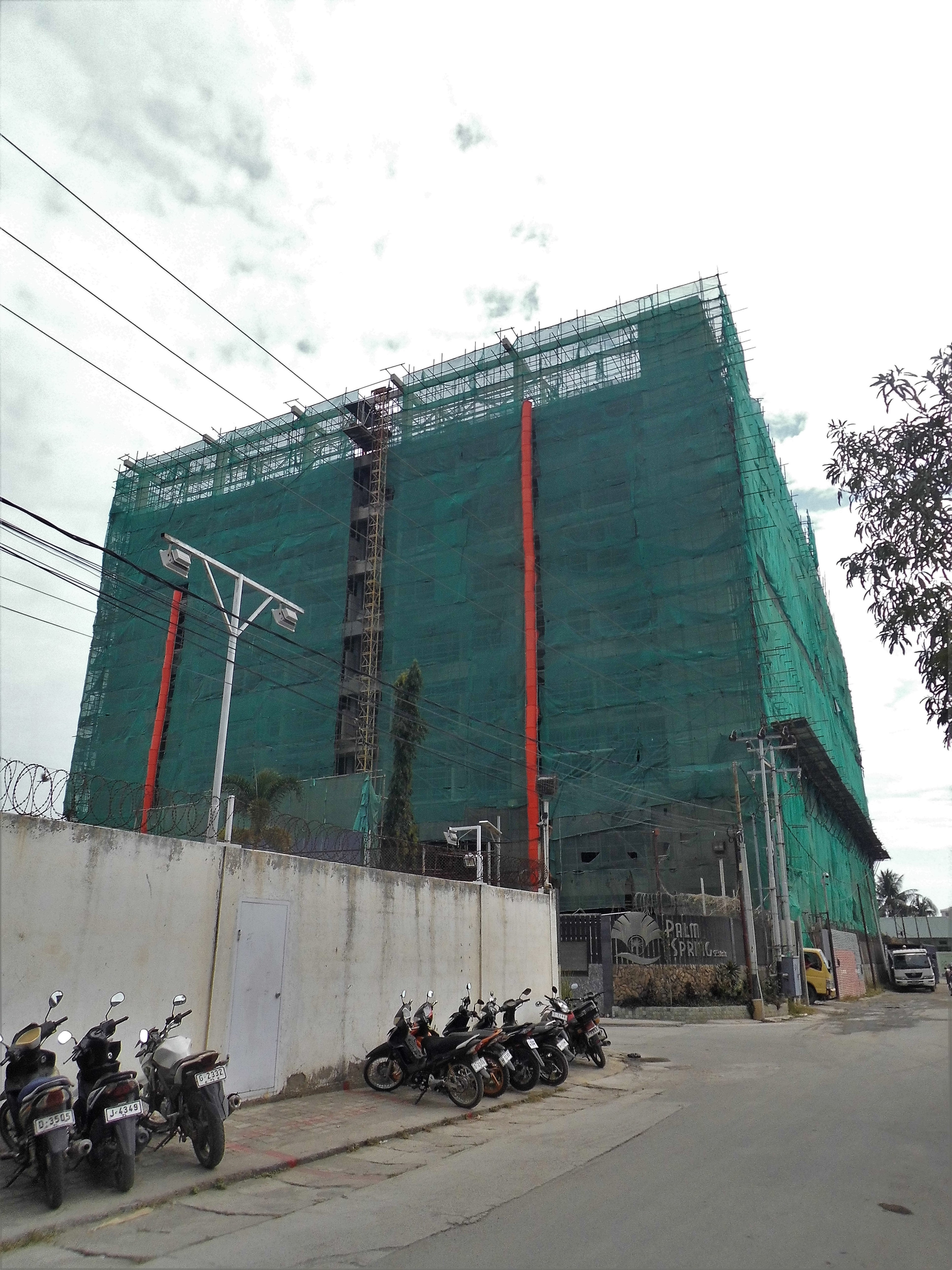
Das Hilton Palm Spring Estate im Bau in der Rua de Manu Tafui (2018)

Zero IV nimmt den gesamten Osten von Fatuhada ein. Der Süden der Aldeia besteht aus dem Osten des eigentlichen Stadtteils Fatuhada. Im Norden liegt jenseits der Avenida de Portugal das Ufer der Bucht von Dili, mit dem Praia dos Coqueiros. Westlich befinden sich die Aldeias Zero I und Zero II. Im Süden grenzt Zero IV mit der Avenida Nicolau Lobato an den Suco Bairro Pite und im Osten an den Suco Kampung Alor.
Den Großteil der Wasserfront  nimmt das Außenministerium Osttimors ein. Südlich steht ein Sendemast der Telemor und die Moschee Al Munawwaroh. Das Hilton Palm Spring Estate im Süden ist eines der höchsten Gebäude Dilis. Südlich davon steht die QSI International School. An der Avenida Nicolau Lobato befindet sich die Botschaft Australiens.